# Świadkowie Jehowy w Erytrei

Erytrea na globie ziemskim

Świadkowie Jehowy w Erytrei – społeczność wyznaniowa w Erytrei, należąca do ogólnoświatowej wspólnoty świadków Jehowy.
W 2004 roku społeczność świadków Jehowy w Erytrei liczyła około 1600 głosicieli. Działa ona w warunkach represyjnego zakazu rządowego. Wspólnota ta jest poddawana brutalnym prześladowaniom religijnym ze względu na zachowywaną przez jej członków neutralność polityczną.
Według danych z listopada 2024 roku bez postawienia aktu oskarżenia więziono 64 świadków Jehowy. W grupie tej było 34 mężczyzn i 30 kobiet w wieku od 23 do 85 lat (w tym 10 osób w wieku powyżej 70 lat). Najstarsza uwięziona w roku 2024 to 85-letnia Letebrhan Tesfay, która została ochrzczona w 1957 roku. Henok Ghebru jest uwięziony od 25 lat, a Yonatan Yonas od ponad 20 lat, Yosief Fessehaye od ponad 19 lat, czterech (Ermias Asgedom, Samuel Ghirmay, Issac Milen, Faiza Seid) – od ponad 16 lat, a kolejnych dziewięciu (Senait Berhane, Tesfazion Gebremichael, Michael Gashaezgi, Bereket Habteyesus, Estifanos Mardocai, Wintana Shewaseged, Mikal Taddesse, Thomas Tesfagabir, Mahari Tewolde) – od ponad 10 lat. Od 1994 roku do 2024 roku ponad 270 świadków Jehowy przebywało w więzieniach.
Do 4 grudnia 2020 roku uwięzionych było 52 świadków Jehowy. W grupie tej najstarsza osoba miała ponad 81 lat, a w więzieniach znajdowały się też dzieci, które pozostawiono przy aresztowanych matkach, gdy miały zaledwie 6 miesięcy. Trzy osoby przebywały w więzieniu ponad 26 lat od 24 września 1994 roku, a 26 osadzonych było ponad 10 lat. W tym czasie cztery osoby zmarły w więzieniu, kilka innych zwolniono z więzienia ze względu na poważną utratę zdrowia, która była przyczyną śmierci trzech osób, które zmarły wkrótce po zwolnieniu.
Świadkowie Jehowy prowadzą działalność nieoficjalnie, z tego powodu szczegółowa liczebność członków społeczności nie jest podawana do wiadomości publicznej. Sprawozdanie z działalności w tym kraju dołączane jest do ogólnego sprawozdania, z 33 krajów, w których działalność świadków Jehowy jest ograniczona lub zakazana. Działalność misjonarska i ewangelizacja w Erytrei jest zabroniona. Miejscowi głosiciele prowadzą działalność kaznodziejską potajemnie z zachowaniem najwyższej ostrożności.

## Historia

### Początki
Pierwsze grupy świadków Jehowy pojawiły się na terenie obecnej Erytrei w latach 40. XX wieku. W 1954 roku dwóch misjonarzy, absolwentów Biblijnej Szkoła Strażnicy – Gilead przybyło do Etiopii, prowadząc działalność kaznodziejską. Wkrótce powstały zbory w Asmarze i w portowym mieście Massaua.
30 maja 1957 roku władze wprowadziły zakaz działalności na terenie Etiopii. W 1960 roku liczba głosicieli przekroczyła 100 osób. W czasach gdy tereny obecnej Erytrei znajdowały się w granicach Etiopii, liczba świadków Jehowy wzrastała pomimo ostrych prześladowań. Niektórzy z członków tej społeczności, zostali przez władze skazani na śmierć, za zachowywanie neutralności w kwestiach politycznych lub odmowę służby wojskowej. Miejscowych głosicieli odwiedzali misjonarze z innych krajów.
Na terenie Etiopii 34-letni okres oficjalnego zakazu działalności zakończył się 11 listopada 1991 roku. W styczniu 1992 roku grupa erytrejskich świadków Jehowy uczestniczyła w kongresie pod hasłem „Lud miłujący wolność” w etiopskiej Addis Abebie. W tym samym roku na kongresie w Asmarze było obecnych 1279 osób. W 1993 roku, w trakcie wojny o niepodległość Erytrei, w Massaua 39 osób wraz z dziećmi – chroniło się przez cztery miesiące pod niskim mostem na pustkowiu z powodu prowadzonych w okolicy działań wojennych, w tym bombardowań przeprowadzanych przez wojska etiopskie. W styczniu 1994 roku grupa erytrejskich świadków Jehowy uczestniczyła w kongresie pod hasłem „Pouczani przez Boga” w etiopskiej Addis Abebie.

### Prześladowania religijne
W przeciwieństwie do świadków Jehowy w Etiopii, którzy w 1991 roku ponownie uzyskali legalizację i tym samym swobody religijne, po uzyskaniu niepodległości przez Erytreę dla miejscowych świadków Jehowy rozpoczął się okres ostrych prześladowań religijnych. Zachowujący neutralność w sprawach politycznych członkowie wyznania nie wzięli udziału w referendum niepodległościowym. Z tego powodu 25 października 1994 roku świadkowie Jehowy w Erytrei zostali decyzją prezydenta pozbawieni praw obywatelskich. świadkom Jehowy nie wydaje się dokumentów tożsamości, praw jazdy, paszportów i innych dokumentów urzędowych. Z tego względu nie mogą zawierać związków małżeńskich. Bez tych dokumentów niektórzy z nich są zatrudniani tylko do prac za symboliczną zapłatę. Co najmniej 36 rodzin zostało usuniętych ze swoich domów i pozbawionych możliwości wynajęcia mieszkania. Jako jedyni mieszkańcy kraju, świadków Jehowy nie mogą otrzymać talonów na żywność.
Ponad 30 dzieci świadków Jehowy zostało wydalonych ze szkół. Dla innych uczniów tego wyznania edukacja jest możliwa tylko do 12 roku życia. świadkowie Jehowy nie mogą uczęszczać do publicznych szkół średnich, więc niektóre z dzieci pozostają rok lub dwa lata bez dostępu do edukacji publicznej, nim ich rodzice nie wyślą ich do prywatnych, płatnych szkół.
Około 250 rodzin świadków Jehowy uciekło z Erytrei, szukając azylu poza granicami kraju. W ten sposób powstały zbory i grupy świadków Jehowy pochodzących z Erytrei m.in. w krajach Europy Zachodniej i Ameryki Północnej oraz w Australii. Niektórzy trafili do obozów dla uchodźców. Co najmniej 100 świadków Jehowy straciło pracę z powodu przynależności religijnej, co miało wpływ na sytuację ekonomiczną co najmniej 325 osób. 38 osób pozbawiono licencji na prowadzenie działalności gospodarczej.
Erytrea nie uznaje prawa do odmowy służby wojskowej podyktowanej względami sumienia. Z tego powodu wielu świadków Jehowy aresztowano oraz osadzono w więzieniach. 24 września 1994 roku aresztowano trzech młodych świadków Jehowy, Paulosa Eyassu, Isaaca Mogosa i Negede Teklemariama, którzy ze względu na neutralność w sprawach światopoglądowych, odmówili służenia w armii. Zostali oni osadzeni w więzieniu bez rozprawy sądowej oraz uniemożliwiono im kontakt z rodziną i adwokatem. Do listopada 2017 roku byli przetrzymywani w metalowym kontenerze o wymiarach 3 na 2 m, w obozie wojskowym Sawa przy granicy z Sudanem. 30 listopada 2017 roku wszystkich 13 świadków Jehowy osadzonych w obozie karnym Sawa przetransportowano do więzienia Mai Serwa. Często też są poddawani rozmaitym torturom. W czasie uwięzienia odrzucili proponowaną im wolność w zamian za podpisanie oświadczenia o wyrzeczeniu się wiary. W więzieniach przebywa co najmniej 16 osób odmawiających pełnienia służby wojskowej.
7 maja 1996 roku dziennik „The New York Times” opublikował list Towarzystwa Strażnica opisujący prześladowania religijne w tym kraju w artykule Erytrea – brak sukcesów w przestrzeganiu praw człowieka. Od marca 2002 roku świadkowie Jehowy – wraz z innymi (głównie chrześcijańskimi) mniejszościami religijnymi – zostali objęci zakazem praktykowania swojej religii. W maju 2003 roku rząd Erytrei odmówił wydania wiz dla prawnika świadków Jehowy ze Stanów Zjednoczonych oraz przedstawicielowi świadków Jehowy z Kenii, którzy próbowali spotkać się z urzędnikami w celu omówienia bieżących problemów, z jakimi borykają się świadkowie Jehowy w tym kraju.
W lipcu 2011 roku zmarł w więzieniu, jako pierwsza ofiara, świadek Misghina Gebretinsae. Tydzień wcześniej przetrzymywano go w odosobnieniu w blaszanym kontenerze w obozie karnym Meiter. Stwierdzono, że zmarł w „tajemniczych” okolicznościach.
Do większych aresztowań doszło 24 stycznia 2004 roku (zatrzymano wtedy 38 osób w wieku od 6 do 94 lat). Po ośmiu miesiącach, 2 września 2004 roku wypuszczono dwóch najstarszych świadków, mających 94 i 87 lat, a w późniejszym czasie uwolniono następne osoby. 8 lipca 2008 roku zatrzymano 24 osoby, 28 czerwca 2009 roku 23 osoby w wieku od 2 do 80 lat, a w kwietniu 2014 roku podczas obchodów Pamiątki śmierci Jezusa i w trakcie studium Biblii zatrzymano ponad 120 osób w wieku od 1,5 do 85 lat. Większość zatrzymanych w kwietniu 2014 roku odzyskało wolność, głównie dzieci i kobiety, jednak 20 spośród aresztowanych 27 kwietnia nadal jest przetrzymywanych w więzieniach. 9 kwietnia 2016 roku Samuol Dawit została uwięziona za podyktowaną sumieniem odmowę służby wojskowej. 30 marca 2017 roku Hadas Dawit usiłowała wpłacić kaucję za swoją siostrę, Samuol, ale ona też została aresztowana i obie zostały umieszczone w obozie koncentracyjnym Mai Serwa pod Asmarą. We wrześniu 2017 roku aresztowano dwóch młodych świadków Jehowy, którzy byli przetrzymywani na posterunku policji w Asmarze, a obecnie w obozie Mai Serwa. 27 września 2024 roku aresztowała 24 osoby: 6 mężczyzn, 16 kobiet i 2 małoletnich dzieci. Trzy dni później władze wróciły i aresztowały 85-letnią kobietę, która mieszkała w domu. Dwoje dzieci zostało później zwolnionych, a 23 dorosłych przeniesiono do więzienia Mai Serwa .
W maju 2010 roku lista uwięzionych liczyła 55 osób, w tym małe dzieci, kobiety i osoby powyżej 70. roku życia. świadkowie Jehowy wystosowali apele do Departamentu Stanu Stanów Zjednoczonych, Unii Europejskiej oraz 18 ambasad Erytrei w różnych krajach. Spotkali się z przedstawicielami krajów Rogu Afryki oraz Unii Afrykańskiej. Zaapelowali także do prezydenta Erytrei Isajasa Afewerki o uwolnienie wszystkich przetrzymywanych, którzy nie są w wieku poborowym, w tym dzieci i osób starszych. Nie otrzymali jednak odpowiedzi. 28 kwietnia 2018 roku Afrykańska Komisja Praw Człowieka i Ludów przyjrzała się kwestii traktowania świadków Jehowy przez władze Erytrei i zażądała od rządu Erytrei zaprzestania prześladowań oraz przeprowadzenia dochodzenia w sprawie śmierci osadzonych świadków Jehowy. W maju 2019 roku Komitet Praw Człowieka ONZ wezwał Erytreę do zapewnienia faktycznej wolności wyznania i sumienia oraz do „zwolnienia wszystkich aresztowanych i zatrzymanych za korzystanie z wolności religijnej, w tym świadków Jehowy”. Komitet zażądał też od Erytrei „prawnego uznania podyktowanej sumieniem odmowy służby wojskowej i zapewnienia im możliwości odbywania służby zastępczej o charakterze cywilnym”. 17 grudnia 2021 roku kraje członkowskie (w tym Polska) Międzynarodowego Sojuszu na Rzecz Wolności Religii lub Przekonań (International Religious Freedom or Belief Alliance), podpisały oświadczenie, nawołujące do natychmiastowego uwolnienia uwięzionych świadków Jehowy i zaprzestania wobec nich tortur, maltretowania, przeszukań ich domów oraz dyskryminacji. W październiku 2022 roku Amerykańska Komisja do spraw Międzynarodowej Wolności Religijnej (USCIRF) zaapelowała o uwolnienie 80-letniego Tesfaziona Gebremichaela, więzionego od roku 2011.

## Sytuacja wyznania
Według uchwalonej w 1997 roku konstytucji w Erytrei gwarantowana jest wolność praktykowania dowolnej religii lub wyznania. Ponadto 14 stycznia 1999 roku Erytrea ratyfikowała Afrykańską Kartę Praw Człowieka i Ludów, zobowiązującą do równego traktowania ludzi pod względem ich praw bez względu na wyznawaną religię (artykuł 2), gwarantującą wolność sumienia, wyznania i praktyk religijnych oraz zabraniającą stosowania środków ograniczających wolność wyznania (art. 8). Jednak według doniesień z 2005 roku w praktyce postanowienia te nie są przestrzegane. Władze poważnie ograniczają możliwość praktykowania religii mniej licznych wyznań protestanckich i innych, ze szczególną presją wobec świadków Jehowy.
W maju 2002 roku wydano rozporządzenie, według którego wszystkie wyznania z wyjątkiem czterech największych mają obowiązek składania wniosków o legalizację, obejmujących wiele szczegółowych informacji, dotyczących historii, działalności, finansowania, w tym środków uzyskiwanych z zagranicy, personaliów przywódców. Wnioski mogą nie być zaakceptowane, pomimo spełnienia wszystkich wymogów.
Nadal obowiązuje prezydencki dekret z 25 października 1994 roku, pozbawiający świadków Jehowy praw obywatelskich w związku z ich niezaangażowaniem w referendum niepodległościowe i odmową pełnienia służby wojskowej. Stwarza to dla nich liczne problemy prawne i ekonomiczne. Rząd Erytrei uważa, że przez brak udziału w referendum świadkowie Jehowy sami pozbawili się obywatelstwa, co jednak nie usprawiedliwia represji, które nie są związane z posiadaniem określonego obywatelstwa.
Spośród świadków Jehowy aresztowanych bez procesu za odmowę służby wojskowej lub praktykowanie swej religii w lipcu 2014 roku nadal osadzone w więzieniach były 73 osoby w wieku od 2 do 78 lat. Powołana przez ONZ Komisja Śledcza do spraw Praw Człowieka w Erytrei (COIE) oprócz sprawozdania złożonego przed Radą Praw Człowieka ONZ (HRC) sporządziła dodatkowy raport, w którym zwrócono uwagę na dyskryminację, represje, tortury i nadużycia, których się dopuszcza wobec świadków Jehowy. Komisja zaleciła aby:
- „Zastosować natychmiastowe środki, by położyć kres wszelkim przejawom prześladowań na tle religijnym, zwłaszcza w wypadku kilku konkretnych wyznań, takich jak świadkowie Jehowy (...), oraz przywrócić ich członkom obywatelstwo i wszystkie związane z nim prawa.”
- „Zaprzestać stosowania eksmisji jako formy represji wobec wyznawców religii prawnie nieuznawanych, w tym świadków Jehowy, a także osób odmawiających udziału w walkach zbrojnych.”

30 czerwca 2015 roku Rada Praw Człowieka przyjęła rezolucję „stanowczo potępiającą notoryczne, powszechne i rażące przejawy łamania praw człowieka, którego dopuszczały się i nadal dopuszczają władze Erytrei”. W rezolucji tej HRC nawołuje władze do podjęcia natychmiastowych oraz konkretnych działań, by wprowadzić w życie zalecenia Komisji, między innymi te dotyczące świadków Jehowy. Wzywa Erytreę do natychmiastowego:
- „Zaprzestania bezpodstawnych aresztowań obywateli, a także stosowania tortur i innych okrutnych, nieludzkich oraz upokarzających metod lub kar.”
- „Zapewnienia więźniom swobodnego i sprawiedliwego dostępu do niezależnego systemu sądowniczego oraz poprawienia warunków panujących w więzieniach.”
- „Poszanowania prawa człowieka do wolności opinii i wyrażania jej, wolności sumienia i religii lub przekonań oraz prawa do spokojnego zgromadzania i stowarzyszania się.”

21 czerwca 2016 roku – powołana przez Organizację Narodów Zjednoczonych – Komisja Śledcza do spraw Praw Człowieka w Erytrei (COIE) przedstawiła Radzie Praw Człowieka drugie szczegółowe sprawozdanie. Komisja wzywa Erytreę do „poszanowania wolności wyznania i przekonań” oraz do „położenia kresu nieuzasadnionym aresztowaniom i pozbawianiu wolności osób z powodu ich przekonań religijnych, w szczególności członków określonych grup religijnych, takich jak świadkowie Jehowy, (...) oraz do natychmiastowego i bezwarunkowego uwolnienia wszystkich, którzy zostali bezprawnie i arbitralnie zatrzymani”. Komisja Śledcza określiła prześladowania obywateli Erytrei z powodu wyznawanej przez nich religii jako „zbrodnię przeciwko ludzkości”. W 2017 roku warunki uwięzionych nieco się poprawiły gdy władze przeniosły ich z obozu Meiter do więzienia Mai Serwa. Pozwolono im odbierać od krewnych paczki z jedzeniem, a poważnie chorym pozwolono skorzystać z opieki medycznej. Jednakże w wyniku warunków uwięzienia w obozie Meiter wielu doznało znacznego trwałego uszczerbku zdrowia.
Do aresztowań doszło także we wrześniu 2017 roku. 4 grudnia 2020 roku wypuszczono na wolność 28 świadków Jehowy (26 mężczyzn i 2 kobiety), którzy byli więzieni od 5 do 26 lat. 29 stycznia 2021 roku wypuszczono świadka Jehowy, który był więziony przez ponad 12 lat. 1 lutego 2021 roku z więzienia wypuszczono 3 osoby (mężczyznę i dwie kobiety), którzy byli uwięzieni za wiarę od czterech do dziewięciu lat. Do ostatnich aresztowań doszło w październiku, listopadzie, grudniu 2022 roku, marcu, lipcu, sierpniu i wrześniu 2023 roku oraz w styczniu, w lutym, maju i wrześniu 2024 roku (kiedy to aresztowano 24 osoby, w tym kobietę w wieku 85 lat i kobietę w 6 miesiącu ciąży).
W roku 2024 żaden z 64 więzionych świadków Jehowy nadal nie usłyszał jeszcze zarzutów, ani nie był sądzony. Ponieważ miejscowy system prawny nie przewiduje żadnych skutecznych możliwości udzielenia im pomocy, ich kara jest w rzeczywistości równoznaczna z dożywotnim uwięzieniem. Na początku 2018 roku dwóch kolejnych starszych wiekiem więźniów zmarło w więzieniu. Niektórzy zostali umieszczeni w blaszanych kontenerach albo w budynkach do połowy wkopanych w ziemię i przebywali w nich kilka lat.
W języku urzędowym Erytrei – tigrinia – wydawane są publikacje świadków Jehowy, funkcjonuje też ich oficjalny serwis internetowy jw.org, a w 2016 roku wydano w tym języku całe Pismo Święte w Przekładzie Nowego Świata (Chrześcijańskie Pisma Greckie w Przekładzie Nowego Świata (Nowy Testament) w 2012 roku).